# Monte Oscuro
Monte Oscuro es un monte de la sierra de Alcubierre, situado en la provincia de Zaragoza, en Aragón, España, con una altura de 824 metros sobre el nivel del mar. Es uno de los puntos más altos de dicha serranía solo por detrás de la cota de la Ermita de San Caprasio, que le supera en 10 metros de altitud. 
Se sitúa en la divisoria de aguas que forma el límite de los municipios de  Perdiguera y Farlete, en la zona suroeste de la comarca de Los Monegros. En una de sus muelas se encuentra instalado un radar meteorológico de dimensiones considerables, apreciable desde varios kilómetros a la redonda.
El nombre de Monte Oscuro hace referencia a los sabinares, enebrales y carrascales típicos de la sierra de Alcubierre y Monegros antes de su deforestación, de igual manera que el topónimo Monegros evolucionó desde Mons Negros. Actualmente en sus laderas predomina el pino carrasco que darán paso en la sucesión ecológica a los estadios de origen.